# Hypericum desetangsii
Hypericum desetangsii är en johannesörtsväxtart. Hypericum desetangsii ingår i släktet johannesörter, och familjen johannesörtsväxter.

## Underarter
Arten delas in i följande underarter:
- H. d. maculatiforme
- H. d. perforatiforme
- H. d. balcanicum
- H. d. carinthiacum
- H. d. desetangsii